# Alipurduar (Distrikt)
Alipurduar (bengalisch আলিপুরদুয়ার Ālipurduẏār) ist ein Distrikt des indischen Bundesstaats Westbengalen. Verwaltungs- und Wirtschaftszentrum ist die gleichnamige Stadt Alipurduar.

## Geographie
Der Distrikt Alipurduar grenzt im Norden an Bhutan, im Osten an den Bundesstaat Assam, im Süden an den Distrikt Koch Bihar sowie im Westen an den Distrikt Jalpaiguri. Die bedeutendsten Gewässer sind die Flüsse Kaljani und Sankosh. Der Distrikt hat eine Fläche von 3136 km².

## Geschichte
Im Altertum und Mittelalter gehörte es nacheinander zu verschieden buddhistischen und hinduistischen Reichen. Das letzte dieser Reiche war der Staat Koch, Der heutige Distrikt war danach Teil des Mogulreichs. Doch gab es zahlreiche Überfalle der Bhotia aus Bhutan. Im Jahr 1765 wurde es mit weiten Teilen Bengalens britisch. Die britische Herrschaft dauerte bis 1948 und der Distrikt Alipurduar war als Subdivision Alipur(duar) Teil des Distrikts Jalpaiguri in der Präsidentschaft Bengalen. Am 25. Juni 2014 trennte sich die östliche Hälfte des bisherigen Distrikts Jalpaiguri, die Subdivision Alipurduar, ab und wurde zum Distrikt Alipurduar.

## Bevölkerung
Anmerkung: der Distrikt wurde zwar erst 2014 geschaffen, doch gab es die deckungsgleiche Alipur(duar) subdivision bereits im 19. Jahrhundert. Die Ergebnisse von 1901 bis 1961 sind im District Census Hand Book des Distrikts Jalpaiguri aus dem Jahr 1966 aufgeführt. Die Ergebnisse ab 1971 sind die Ergebnisse der indischen Volkszählungen für die Subdivision Alipurduar im Distrikt Jalpaiguri.

### Einwohnerentwicklung
In den ersten Jahrzehnten des 20. Jahrhunderts wuchs die Bevölkerung bereits stark. Trotz Seuchen, Krankheiten und Hungersnöten. Seit der Unabhängigkeit Indiens hält die starke Bevölkerungszunahme weiterhin an. Während die Bevölkerung in der ersten Hälfte des 20. Jahrhunderts um rund 208 % zunahm, betrug das Wachstum in den fünfzig Jahren zwischen 1961 und 2011 165 %. Die Bevölkerungszunahme zwischen 2001 und 2011 lag bei 24,44 % oder rund 221.000 Menschen. Offizielle Bevölkerungsstatistiken der heutigen Gebiete sind seit 1901 bekannt und veröffentlicht
| Jahr      | 1901    | 1911    | 1921    | 1931    | 1941    | 1951    | 1961    | 1971    | 1981    | 1991      |
| Einwohner | 119.353 | 202.701 | 243.231 | 273.073 | 320.812 | 368.396 | 563.669 | 734.722 | 905.934 | 1.127.383 |

### Bedeutende Orte
Im Distrikt gibt es 23 Orte, die als Städte (towns und census towns) gelten. Dennoch ist der Anteil der städtischen Bevölkerung im Distrikt relativ gering. Denn nur 307.546 der 1.491.250 Einwohner oder 20,62 % leben in städtischen Gebieten. Die fünf Städte mit mehr als 15.000 Bewohnern sind:
Weitere Städte mit einer Einwohnerschaft von mehr als 10.000 Personen sind (Einwohnerzahl in Klammern): Paschim Jitpur (14.334), Bholar Dabri (12.670), Uttar Kamakhyaguri (12.022), Parangarpar (11.408), Birpara (10.821) und Alipurduar Railway Junction (10.733).